# 앤드루 무어
앤드루 무어(Andrew Moore, 본명: 앤드루 조지 무어, Andrew George Moore, 1994년 6월 2일 ~ )는 미국의 전직 프로 야구 투수이다. 시애틀 매리너스의 메이저 리그 베이스볼(MLB)에서 뛰었다. 프로로 활동하기 전에 오리건 스테이트 비버스에서 대학 야구를 했다. 현재 콜럼버스 클리퍼스의 보조 투수 코치로 재직하고 있다.

## 선수 경력
무어는 오레곤 주 유진에 있는 노스 유진 고등학교에 다녔다. 노스 유진 선배로서 그는 72와 2/3이닝 동안 삼진 125개로 평균자책점(ERA) 0.76을 기록했다. 그는 비버스를 위해 오리건 주립 대학교에서 대학 야구를 했다. 대학 시절 그는 27승 9패, 평균자책점(ERA) 2.10, 삼진 251개를 기록했다.